# 黒田秀郎
黒田 秀郎（くろだ ひでろう、1967年（昭和42年）12月22日 - ）は、日本の厚生・厚生労働官僚。

## 経歴
福岡県北九州市出身。桐朋高等学校を経て、1991年（平成3年）東京大学法学部卒業。国家公務員採用Ⅰ種試験（法律）に合格し、同年厚生省に入省。年金局企業年金国民年金基金課長、内閣官房内閣参事官（内閣総務官室）、保険局医療介護連携政策課長、老健局総務課長などを務めた。
2020年（令和2年）7月1日、広瀬勝貞知事のもと、大分県副知事に就任。新型コロナウイルス対策に当たる福祉保健部や商工観光労働部、農林水産部を担当。介護予防や地域包括ケアシステム、医療・介護連携の取り組みで成果を上げた。2022年（令和4年）6月28日、退任し、内閣官房内閣総務官室に異動。
2023年（令和5年）7月4日、厚生労働省大臣官房総括審議官に就任。
2024年（令和6年）7月5日、厚生労働省老健局長に就任。介護人材の確保を重要課題として挙げ、賃上げなどと合わせて現場の生産性向上や働きやすい職場環境づくりを進めることの重要性を説明した。

## 年譜
- 1991年
  - 03月：東京大学法学部卒業[1]
  - 04月：厚生省入省[1]
- 1998年（平成10年）7月 - 厚生省大臣官房政策課課長補佐[1]
- 1999年（平成11年）8月 - 厚生省医薬安全局血液対策課課長補佐[1]
- 2001年（平成13年）4月 - 宮城県保健福祉部障害福祉課長[1]
- 2004年（平成16年）4月 - 厚生労働省老健局総務課長補佐[1]
- 2006年（平成18年）9月 - 厚生労働省年金局総務課長補佐[1]
- 2008年（平成20年）7月 - 厚生労働省大臣官房総務課企画官[1]
- 2010年（平成22年）7月 - 厚生労働省雇用均等・児童家庭局総務課少子化対策企画室長[1]
- 2013年（平成25年）7月2日 - 厚生労働省年金局企業年金国民年金基金課長[1][10]
- 2014年（平成26年）8月1日 - 内閣官房内閣参事官（内閣総務官室）[1][11]
- 2016年（平成28年）6月21日 - 厚生労働省保険局医療介護連携政策課長[1][12]
- 2018年（平成30年）7月31日 - 厚生労働省老健局総務課長[1][13]
- 2020年（令和2年）7月1日 - 大分県副知事[1]
- 2022年（令和4年）6月28日 - 内閣官房内閣審議官（内閣総務官室）兼皇室典範改正準備室副室長兼人事管理官兼障害者雇用推進室・内閣官房内閣総務官室公文書監理官・内閣官房内閣審議官（内閣人事局）[1][14]
- 2023年（令和5年）7月4日 - 厚生労働省大臣官房総括審議官[1][7]
- 2024年（令和6年）7月5日 - 厚生労働省老健局長[8]